# Minna z Barnhelmu

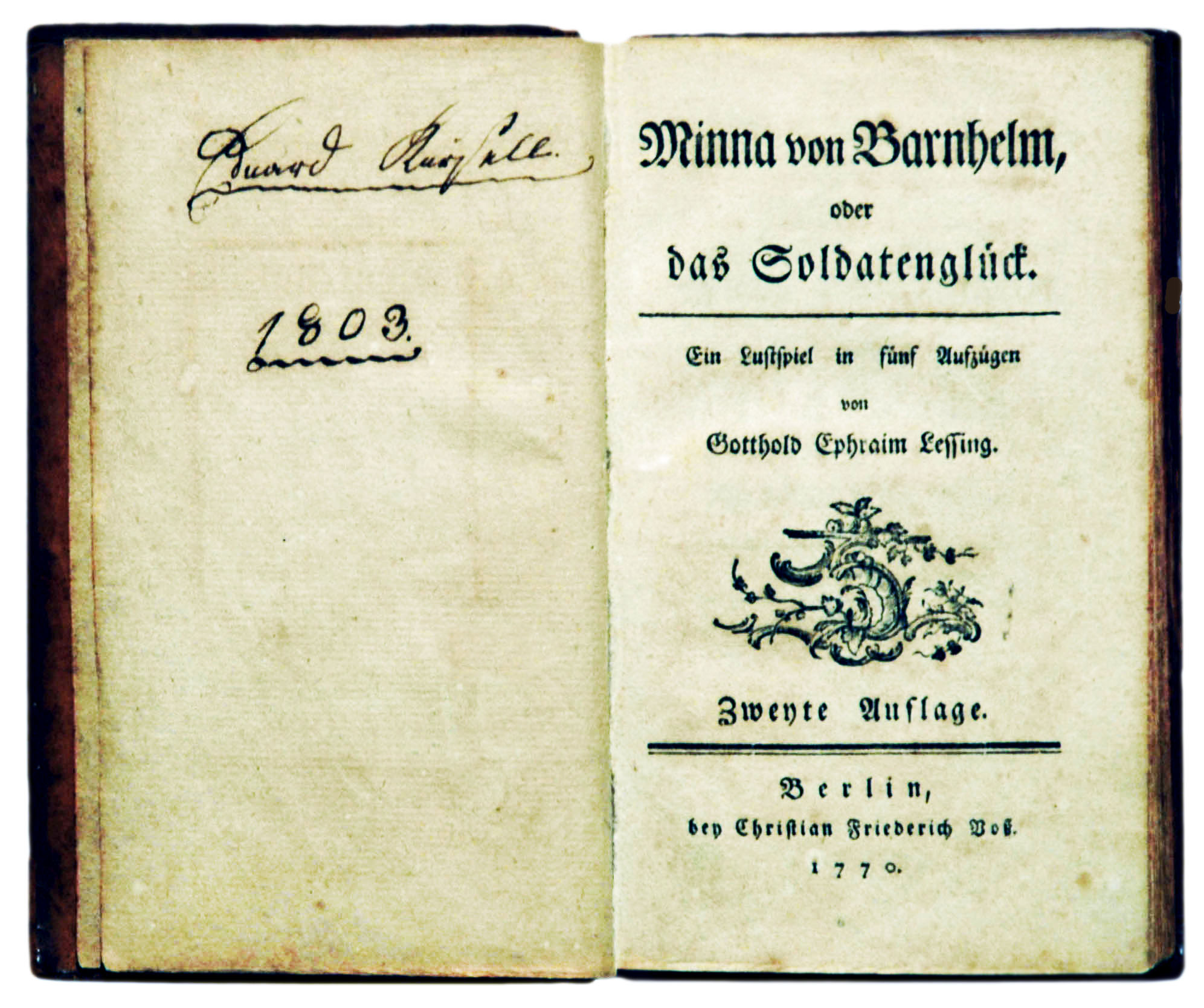
Lessing, G. E. : Minna von Barnhelm, oder das Soldatenglück. Ein Lustspiel in fünf Aufzügen. Zweite Auflage. Berlin: C. F. Voß 1770, 192 S.

Minna z Barnhelmu je veselohra o pěti dějstvích od Gottholda Ephraima Lessinga. Tato veselohra byla dokončena v roce 1767, její tvorba však začala už v roce 1764. Lessing oficiálně uvedl datum vzniku rok 1763, pravděpodobně aby zdůraznil blízkost sedmileté války, na jejímž pozadí se veselohra odehrává. Lessingovo dílo patří mezi nejdůležitější komedie německy psané literatury.

## Postavy
- Major z Tellheimu, propuštěný
- Minna z Barnhelmu
- Hrabě z Bruchsallu, její strýček
- Franziska, její služebná
- Just, majorův sluha
- Paul Werner, majorův bývalý strážmistr
- Hospodský
- Dáma ve smutku
- Myslivec
- Riccaut de la Marlinière

## Děj
Děj se odehrává krátce po konci sedmileté války, 22. srpna 1763. Poraněný a potupený propuštěný major z Tellheimu, který působil v pruské armádě, se nachází - bez finančních prostředků a vystaven těžkým výčitkám z korupce - se svým sluhou Justem v jednom berlínském hostinci, kde čeká na vynesení rozsudku ve svém procesu. Je totiž obviněn z toho, že opovrhoval rozkazy Fridricha II., když měl vymáhat tzv. válečnou náhradu - peníze od poražených protivníků. Tellheim byl za války přidělen do Durynska (tehdy náležejícího ke kurfiřtství Saskému). Tam se dohodl s durynskými stavy na minimální sumě a zbylé peníze doplatil ze své kapsy proti odevzdání dluhopisu. Když však chtěl Tellheim po konci války tento dluhopis u berlínské válečné pokladny vyplatit, obvinili jej z uplácení durynských stavů.
Minna z Barnhelmu, se kterou se Tellheim v Durynsku zasnoubil, přicestuje za ním do Berlína s cílem si jej vzít. Ale Tellheim se nenalézá momentálně v situaci, aby si mohl Minnu vzít. "Rozum a nutnost mu poroučejí", aby na Minnu zapomněl (II. jednání, 9. scéna), takže přes všechnu Minninu snahu jej přemluvit ji odmítá. Finančními potížemi sužovaný Tellheim se beztoho zdráhá přijmout jakoukoliv pomoc. Odmítne i nabídku svého přítele Wernera, který mu chce půjčit peníze, a odmítne dokonce i po právu mu náležející peníze od vdovy Marloffové - peníze, které Tellheim za války půjčil jejímu manželovi. Tak předkládá Tellheim hospodskému z donucení dokonce svůj zásnubní prsten, který dostal od Minny. Minna však prsten rozpoznává a hospodskému jej odejme.
Minna nyní zkouší Tellheima získat lstí: zamění svůj vlastní zásnubní prsten za Tellheimův a vrátí mu jej zpět. Tak to vypadá, jako by Minna vztah ze své strany vyřešila. K tomu Minna křivě tvrdí, že byla vyděděná od svého strýčka, takže je bez prostředků stejně jako Tellheim. Když to Tellheim slyší, změní se jeho chování do základů. Zkouší udělat vše potřebné pro to, aby se mohli s Minnou vzít. Překvapující dopis od krále přináší zprávu o zastavení procesu, takže Tellheim je nyní také právně rehabilitován a také obdrží jemu náležející peníze. Konflikt se zdá být vyřešený, ale Minna hraje svou hru dále a zdráhá se Tellheima za těchto okolností vzít. Odráží tím zase Tellheimovo chování, když se zdráhal být jí vděčný za své štěstí. Tak hrozí, že bude mít komedie krátce před koncem tragické vyústění, když však dojde Minnin strýček, vysvětlí se situace, takže svatbě Minny a Tellheima již nic nestojí v cestě.